# Sandra Twiname
Sandra Twiname (Auckland, ...) è un'ex calciatrice neozelandese.

## Biografia
Figlia di Marge Twiname, una dei pionieri del calcio femminile in Nuova Zelanda, membro di una famiglia di calciatori (anche i fratelli David, Malcolm ed Erica hanno giocato nei maggiori livelli neozelandesi), ha contribuito allo sviluppo del calcio negli anni 70.

## Calcio
Giocò nella squadra femminile di Auckand ("A-Team").  Venne convocata in nazionale per la Coppa d'Asia 1975, senza tuttavia mai scendere in campo.